# Nanga-Eboko
Nanga-Eboko è un comune del Camerun, capoluogo del dipartimento di Haute-Sanaga nella regione del Centro.

## Geografia
La città è attraversata dal fiume Sanaga, il più lungo del paese.

## Cultura

### Cinema
Nel film del 1982 Una poltrona per due (regia di John Landis), il co-protagonista Eddie Murphy si camuffa da studente universitario camerunense di nome Nanga Eboko.